# The opera
The opera is een single van Dizzy Man's Band. Het verscheen niet op een regulier studioalbum, want in de aanmaak daarvan zag Bovema geen heil (meer). Opnamen vonden plaats in de Soundpush Studio te Blaricum. Dit nummer is gebaseerd op 'Leichte Kavallerie' van Franz von Suppé.
The opera is het bewijs dat men de geinmuziek van de Dizzy Man's Band liever had dan hun serieuzere muziek. Het is het enige plaatje van de band dat ook in Duitsland (gering) en Oostenrijk (top20) de hitparades haalde.
De B-kant Money was geschreven door Kloes en Herman Smak. Bij sommige persingen werd de B-kant gevormd door Dizzy on the rocks dat niet in alle landen was uitgebracht.
The opera is in 1992 gecoverd door Franky Boy onder de titel Allemaal naar de opera. Hij haalde er één week de Single Top 100 mee op plaats 94.

## Hitnotering
Het verblijf in de hitparades was kort maar hevig. The Moments & The Whatnauts met Girls hielden The opera in Nederland van de eerste plaats.

### Nederlandse Top 40
| Positie: | 25 | 5 | 2 | 3 | 7 | 16 | 36 | 39 | uit |

### NederlandseDaverende 30
| Positie: | 12 | 7 | 2 | 4 | 6 | 25 | uit |

### BelgischeBRT Top 30
| Positie: | 7 | 4 | 5 | 5 | 6 | 14 | 19 | 17 | uit |

### VlaamseUltratop 30
Hier werden ze gestuit door Barry & Eileen met If You Go.
| Positie: | 16 | 8 | 4 | 2 | 3 | 7 | 12 | 19 | 25 | uit |

### NPO Radio 2 Top 2000
| Nummer met noteringen in de NPO Radio 2 Top 2000 | '99  | '00  | '01 | '02 | '03  | '04 | '05 | '06 | '07  | '08 | '09  | '10  | '11  | '12  | '13  | '14  |
| ------------------------------------------------ | ---- | ---- | --- | --- | ---- | --- | --- | --- | ---- | --- | ---- | ---- | ---- | ---- | ---- | ---- |
| The opera                                        | 1423 | 1049 | 410 | 701 | 1033 | 745 | 844 | 906 | 1035 | 858 | 1326 | 1340 | 1546 | 1885 | 1605 | 1754 |

1. ↑  Een vetgedrukt getal geeft de hoogste notering aan.
2. ↑  Deze tabel is bijgewerkt tot en met de laatste editie (2024).